# Ternate (oraș)
Ternate este un oraș din Indonezia, aflat la baza vulcanului Gamalama.